# Bataille d'Azemmour (1513)
Pour les articles homonymes, voir Bataille d'Azemmour.
Maroc portugais
La bataille d'Azemmour ou Azamor (ville située sur le littoral nord-ouest marocain, à 80 kilomètres au sud de Casablanca) a opposé le Maroc, alors gouverné par la dynastie des Wattassides, au Portugal du 29 août au 2 septembre 1513. La ville d’Azemmour avait refusé de payer son tribut annuel au Portugal, le roi Manuel Ier répond en rassemblant sous la responsabilité de son neveu, le duc de Bragance 400 navires de type caravelle, 2 450 cavaliers et 18 000 fantassins. Le corps expéditionnaire débarque à Mazagan et marche sur Azemmour, qui sera occupée après une courte bataille au cours de laquelle Magellan sera grièvement blessé au genou. La ville sera fortifiée et une garnison y fut installée pour lutter contre les attaques constantes des Wattassides.